# Wilson Barrett
Wilson Barrett, född 18 februari 1846 och död 22 september 1904, var en brittisk skådespelare och dramatiker.
Barrett skrev dels ensam, dels tillsammans med andra en rad av Londonscenernas populäranste succépjäser i den känslosamma genren under 1880- och 1890-talen, bland annat The Christian king, The daughters of Babylon och The Manxman (efter Hall Caines roman). Bland hans främsta roller märks Hamlet.